# Otto Reinhold (Wirtschaftswissenschaftler)
Otto Reinhold (* 8. Dezember 1925 in Altrohlau, Tschechoslowakei; † 27. April 2016) war ein deutscher Wirtschaftswissenschaftler. Im Dienste der SED war er entscheidend für die ideologische Ausrichtung der DDR verantwortlich.

## Leben
Reinhold wurde als Sohn eines Porzellanmalers geboren und absolvierte eine Lehre als Schreibmaschinenmechaniker. Die Familie wurde aus der Tschechoslowakei vertrieben. Reinhold wurde 1945 Mitglied der KPD und mit der Zwangsvereinigung von SPD und KPD 1946 Mitglied der SED. Von 1946 bis 1950 studierte er an der Friedrich-Schiller-Universität Jena und der Berliner Universität Wirtschaftswissenschaften. Nach dem Abschluss als Diplom-Wirtschaftler wurde er zum Dr. rer. oec. promoviert und arbeitete als Oberassistent an der Wirtschaftswissenschaftlichen Fakultät der Humboldt-Universität Berlin.
Reinhold war von 1950 bis 1953 auch Redakteur der SED-Zeitschrift Einheit. 1954/55 war er Leiter des Lehrstuhls für Politische Ökonomie an der Parteihochschule der SED. 1956 begann Reinhold für das Zentralkomitee der SED zu arbeiten, zunächst als stellvertretender Leiter der Abteilung Agitation und Propaganda, dann als stellvertretender Direktor des Instituts für Gesellschaftswissenschaften (IfG) und Direktor ab 1962. 1967 wurde Reinhold Mitglied des SED-Zentralkomitees. Mit der Umwandlung des IfG zur Akademie änderte sich 1976 Reinholds Amtsbezeichnung. Er wurde Rektor, ein Amt, das er bis zur Wende innehatte. Am 25. November 1989 trat er als Rektor zurück.
Die von Reinhold mitherausgegebene Veröffentlichung Imperialismus heute forderte eine allmähliche „konstruktive Umgestaltung“ der kapitalistischen Gesellschaften, was vermeintlich eine Abkehr von der Revolutionsdoktrin bedeutete.
Er war Leiter der SED-Delegation, die gemeinsam mit Vertretern der SPD 1987 das Papier Der Streit der Ideologien und die gemeinsame Sicherheit ausarbeitete.
Reinhold war ständiger Gast der Sendung des DDR-Fernsehens Das Professorenkollegium tagt.
Seit 1969 war er Mitglied der Akademie der Wissenschaften der DDR. 1976 wurde er zum auswärtigen Mitglied der Akademie der Wissenschaften der UdSSR gewählt.

## Auszeichnungen
- 1959 Vaterländischer Verdienstorden in Bronze
- 1964 Vaterländischer Verdienstorden in Silber
- 1965 Nationalpreis III. Klasse
- 1970 Nationalpreis I. Klasse (für die Reform des NÖSPL, im Kollektiv mit Berger, Koziolek, Wolf, Kalweit und Krömke)
- 1970 Banner der Arbeit
- 1974 Vaterländischer Verdienstorden in Gold
- 1982 Banner der Arbeit
- 1985 Karl-Marx-Orden